# Acer ferrignoi
Acer ferrignoi — це вимерлий вид клена, описаний із групи викопних листків. Вид відомий з міоценових відкладень, відкритих в Орегоні, США. Це один із кількох вимерлих видів, що належать до живої секції Rubra.

## Опис
Листя Acer ferrignoi прості за будовою, з ідеально актинодромусовою структурою жилок і мають форму від яйцеподібної до широко-яйцеподібної. Основа кожного листа округла, а ніжка досягає 0.5 см. Листя розсічені на три частки, причому бічні частки мають довжину від половини до трьох чвертей середньої частки. Середня частка зазвичай має трикутну форму, а дві бічні частки вузькі та трикутні. Є три первинні жилки з від трьох до десяти вторинних жилок, що відходять від зовнішніх первинних жилок.